# Novartis

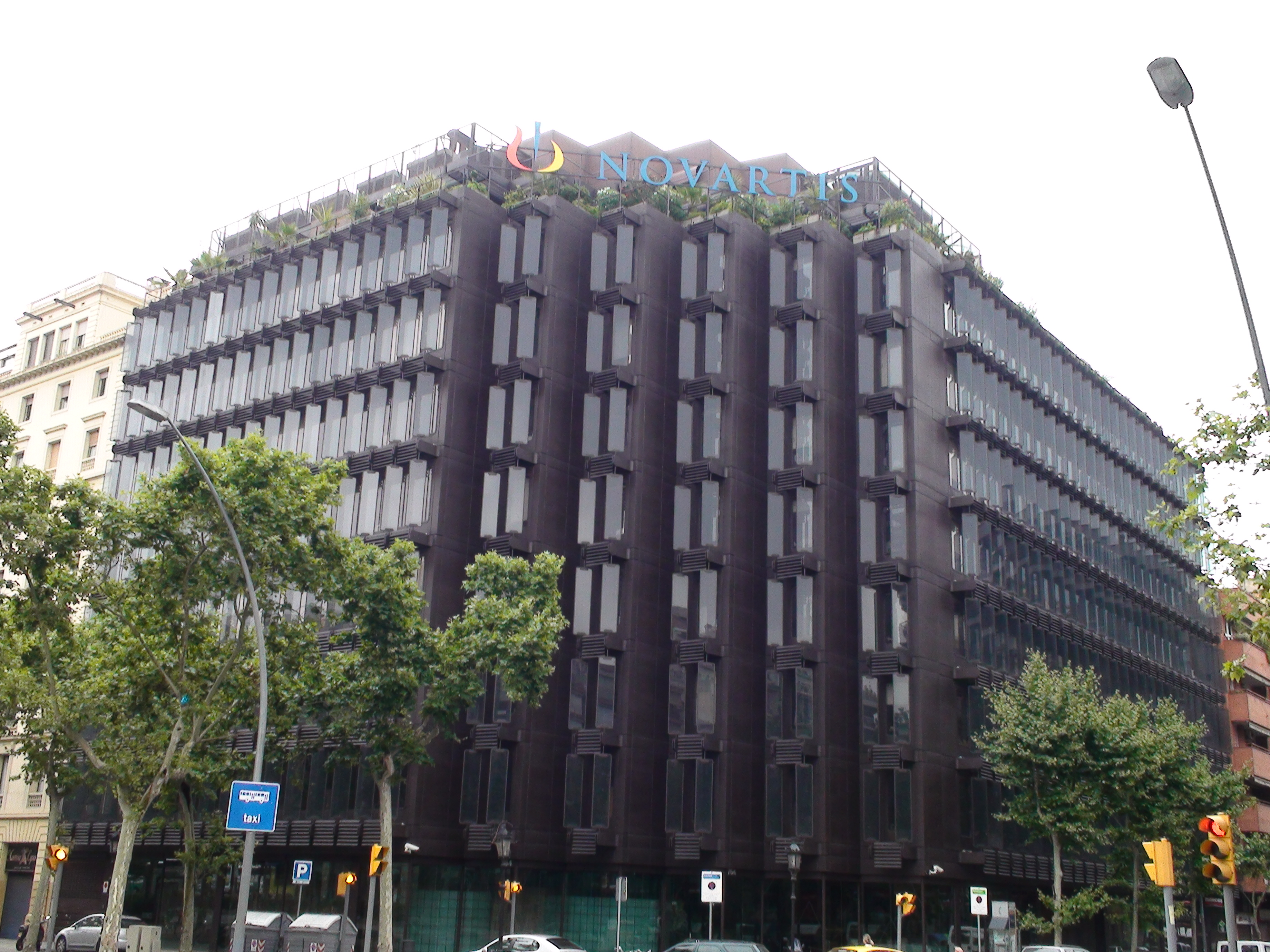
Industria de Novartis en Barcelona.

Novartis es una empresa multinacional que se dedica a la industria farmacéutica y biotecnológica. Su sede principal se localiza en la ciudad de Basilea (Suiza). La compañía nace a partir de la fusión de Ciba-Geigy con Sandoz en 1996, que en su época fue la fusión más grande del mundo.
El 21 de febrero de 2005, Novartis anuncia la compra del fabricante alemán de medicamentos genéricos Hexal por un valor de 5.650 millones de euros.

## Historia
En 1996 y con la necesidad de proyectarse en un mercado altamente cambiante, Ciba-Geigy y Sandoz pusieron en marcha la fusión corporativa más importante a nivel mundial para crear Novartis, palabra que proviene del latín y significa “Nuevas habilidades”.
Después de que los accionistas de Ciba-Geigy y de Sandoz, así como la Unión Europea, hubieran aceptado la fusión, ésta fue aprobada en los EE. UU. el 7 de marzo de 1996 por la Federal Trade Comission. El 7 de marzo de ese mismo año 1996, Novartis fue registrada oficialmente como empresa. 
La empresa surge legalmente el 7 de marzo de 1996 con el compromiso de mejorar el bienestar y la calidad de vida de las comunidades de su entorno, así como de lograr respuestas para las urgencias esenciales de la humanidad: salud, alimentos y nutrición.
Desde su creación, el foco de los nuevos productos se evidencia con el desarrollo de medicamentos en los diez años de existencia: el antihipertensivo Diovan (valsartán), Femara (letrozole) contra el cáncer de mama, Exelon (rivastigmina) para combatir la enfermedad de Alzheimer, Visudyne (verteporfina) contra la degeneración macular senil, Glivec (imatinib) contra la leucemia mieloide crónica, Zometa (ácido zoledrónico) para la complicación metabólica asociada al cáncer y Xolair (omalizumab) contra el asma severa, entre algunos otros.
En 2005 se recupera el nombre de Sandoz para identificar la unidad de genéricos, estableciendo su sede principal en Holzkirchen (Alemania), luego de la incorporación de la compañía alemana Hexal. En 2006 se anexa Chiron a la corporación para fortalecer su posición en el mercado de vacunas. En 2007 es calificada como la empresa farmacéutica más admirada del mundo, según la lista de la revista Fortune basada en un estudio realizado por la empresa de consultoría Hay Group.
Daniel Vasella ocupó el cargo de director ejecutivo desde el 21 de abril de 1999 hasta el 1 de febrero de 2010, fecha en la que cedió el cargo de director ejecutivo a Joe Jiménez.

## Historia de las compañías fusionadas
Todo se inicia en el siglo XVIII, siendo la tintura de telas la base para la creación de una empresa que, después de algunos giros y fusiones, se convertiría en la compañía farmacéutica más importante de Europa. Hoy en día, está presente en 140 países e invierte para encontrar desde curas contra el cáncer hasta comida para bebés.
Para poder entender el desarrollo de Novartis como compañía, es necesario revisar la evolución desde su creación, cuando las empresas Geigy, Ciba y Sandoz forjaron las bases para lo que hoy en día existe.

### Geigy
Johann Rudolf Geigy (1733-1793) fundó en 1758 la empresa J.R. Geigy e iniciaba en Basilea (Suiza) la comercialización de “materiales químicos, colorantes y medicamentos de todo tipo”. Cien años después, los herederos de Geigy habían perfeccionado el negocio hacia los tintes, y fue en 1857 cuando Johann Rudolf Geigy junto con Johann Müller-Pack adquieren un terreno en Basilea para construir un molino y una planta de extracción de tintura. Tan sólo dos años más tarde (1859) empieza la producción de fucsina sintética.
La expansión multinacional de Geigy comenzó en 1898 con una planta de producción en Grenzach (Alemania). Posteriormente en 1901, la empresa se transforma en una compañía de responsabilidad limitada pública y para 1914 el nombre de la compañía se cambia a J.R. Geigy Ltd. La expansión multinacional continuaba y en 1920 se funda “Geigy Colour Company Ltd.” en Mánchester (Inglaterra); tres años después se construye una planta de producción en Huningue (Francia).
Hacia 1935, Geigy inicia la producción de insecticidas y en 1938 crea el departamento farmacéutico. En 1948 el científico Paul Hermann Müller hace famosa a J.R. Geigy al ganar el premio Nobel de Medicina por descubrir la eficacia insecticida del DDT (dicloro-difenil-tricloroetano es un compuesto organoclorado y es el componente principal de los insecticidas) en sus estudios sobre protección de plantas.
En 1949, 11 años después de su creación, el área farmacéutica comienza a dar frutos y se lanza el medicamento antirreumático Butazolidina© (fenilbutazona); en 1958 se introduce el psicotrópico Tofranil (imipramina); en 1959 se comercializa Higrotón© (clortalidona), el primer diurético para tratar la hipertensión arterial, y en 1963 se lanza al mercado el antiepiléptico Tegretol© (carbamazepina).

### CIBA
El francés Alexander Clavel de Lyon decide en 1859 crear en Basilea una pequeña empresa de productos para teñir sedas. En 1864 se traslada al barrio de Klybeck y abre una planta de producción de tinturas sintéticas, que es vendida en 1873 a una nueva compañía, la Bindschedler & Busch, la cual tan sólo tres años después contaba con representaciones comerciales en Alemania, Francia, Inglaterra, Italia, Rusia y Estados Unidos. La Bindschedler & Busch inicia en 1884 la emisión de acciones y se transforma en “Gesellschaft fur Chemische Industrie Basel”, cuyo acrónimo es “CIBA”.
El lanzamiento del antiséptico Vioformo (clioquinol) y del antirreumático Salen supone el inicio de CIBA como productor farmacéutico. Producción que se amplía hacia 1910 con plantas en Clayton (Inglaterra), Milán (Italia), en 1915 en Moscú (Rusia) y Berlín (Alemania).
Los laboratorios CIBA logran sintetizar en 1924 la Coramina, evento que empuja a decidir la venta de la parte de textiles de CIBA en 1928 y concentrarse en el desarrollo de productos químicos y farmacéuticos. En 1946 lanzan al mercado adhesivos, como la resina epóxica Araldit, que luego se convertiría en una empresa independiente con foco en los adhesivos. En 1963 se comercializa el revolucionario Desferal (desferoxamida), producto para controlar la talasemia (anemia hereditaria).
En 1970 CIBA y J.R. Geigy se fusionaron para formar la Ciba-Geigy SA, cuyo nombre se simplificó a Ciba en 1992.

### Sandoz
La compañía química “Kern & Sandoz” fue creada en Basilea en 1886 por el Dr. Alfred Kern y Edouard Sandoz, siendo sus primeros productos la Alizarina Azul y la Auramina. Para 1885 se desarrolla un agente contra la fiebre, la Antipirina, siendo la primera sustancia farmacéutica en ser desarrollada por la compañía.
En 1899 se inicia la diversificación y se comienza a producir la sacarina en el mercado de los edulcorantes.
La creación del Departamento Farmacéutico de Sandoz llega en 1917, cuando el profesor Arthur Stoll es nombrado para iniciar las investigaciones, dando resultados en tan sólo un año con el desarrollo de la Ergotamina, la cual es introducida al mercado en 1921 con la marca de Gynergen. Posteriormente en 1929, se introduce el Calcio Sandoz, producto que inicia la terapia de calcio que actualmente se utiliza.
La agroquímica era el nuevo paso para la diversificación y es en 1939 que se desarrolla el pesticida Copper Sandoz, el cual se lanza en 1943. En 1958 se introduce el medicamento neuroléptico Meleril (tioridazina), el cual es considerado el padre y pionero de los psicotrópicos y ha sido empleado hasta hace pocos años.
Los años 60 representaron múltiples cambios para Sandoz, desde la compra de Biochemie GmbH en 1963, pasando por la creación del primer laboratorio de desarrollo fuera de Suiza (East Hannover, USA) en 1964 y su fusión en 1967 con el gigante del negocio de dieta Wander Ltd.
Los 70 trajeron un avance importante en el mercado americano, con la compra en 1975 de “American Rogers Seed Co” y en 1976 de “Northrup King”. Para consolidar su posición, fue preciso adquirir el grupo alemán “Dutch Zaadunie” en 1980, seguidamente la compañía suiza “Hillesshog” en 1989, y en 1994 el gigante en productos alimentarios “Gerber”, vendido posteriormente a Nestlé por 5500 millones de USD.

## Desarrollo estratégico
Tras la fusión, la decisión estratégica de la compañía fue concentrarse en el negocio del cuidado de la salud, como se evidencia al observar la evolución del negocio que en 1996 suponía el 45% de los ingresos provenientes de productos para el cuidado de la salud, cuadro que cambia de manera radical en 2005 cuando dichos productos representaban el 90% de los ingresos de la compañía.
Para lograr esta focalización, se ha desinvertido en múltiples negocios que tenía la corporación al principio. En 1997 se separa “Ciba Specialty Chemicals” y en 1999 se fusiona el área de protección de cultivos y semillas con Zeneca Agroquímicos para formar una nueva compañía totalmente independiente, Syngenta.
Al concentrarse en el ámbito de la salud, Novartis desarrolló una estructura de divisiones de negocio que se complementan, pero funcionan de manera independiente. Estas divisiones son:
- Pharma (Fármacos): genera el 60% de las ventas de la compañía; estratégicamente, esta unidad busca el desarrollo de medicamentos innovadores a través del liderazgo mundial en los mercados de cardiología y oncología y un fuerte crecimiento en medicamentos de atención primaria (primary care), así como fármacos de uso especializado, poseyendo una cartera de productos en desarrollo altamente reconocida, al igual que debe buscar ser el socio preferido de los pacientes, médicos y contribuyentes.
- Consumer Health: representa el 22% de las ventas de Novartis; su foco estratégico son las marcas que impulsen el crecimiento, teniendo a OTC y Medical Nutrition como impulsores claves del crecimiento. Tiene como prioridad los lanzamientos que generen rápido retorno.
- Sandoz (genéricos): constituye en la actualidad el 14% de las ventas de la compañía y se ha constituido tras la compra de Hexal y Eon Labs en 2005, la compañía de genéricos más grande del mundo. Estratégicamente tiene la función de aprovechar la sólida posición en el mercado para ser el primero en entrar en negocios institucionales y gubernamentales, aprovechando al máximo la competitividad en costos.
- Vaccines & Diagnostics (Vacunas & Diagnósticos): supone el 4% de las ventas mundiales de Novartis; tras la compra en 2005 de Chiron, esta unidad se enfila como la unidad base para la prevención y atención de enfermedades de transmisión. Estratégicamente, esta unidad tendrá que posicionarse como la base de la responsabilidad social de la compañía al proteger a la humanidad de enfermedades virales y de trasmisión por sangre.

## Ganancias
Desde los inicios de la compañía, ésta ha estado en superávit continuo. En 2005 la cifra de negocios alcanzó los USD 32.200 millones (14% más que en el ejercicio anterior) y las ganancias supusieron USD 6.100 millones (10% más que en el ejercicio anterior). Este resultado se debe en cierta parte a la venta de productos contra el cáncer, la leucemia y la hipertensión. 
Novartis es considerada una de las cinco empresas farmacéuticas más grandes del mundo (datos de IMS, agosto de 2004), además de constituir un importante pilar de la economía de Suiza, en particular en la región de Basilea, donde tiene su sede principal. Su facturación anual ronda los 20.000 millones de € (2003).

## Polémicas

### Artemisa annua
La Artemisia annua es una planta tradicional de la medicina china con una efectividad del 95% contra la malaria. Tras pasar fiebres, el tratamiento con esta planta logra que la persona sane después de unos tres días.
La OMS firmó un acuerdo en 2001 con Novartis para producir cantidades anuales a bajo coste bajo la marca Coartem, una pastilla de dosis fija de arteméter/lumefantrina. La Artemisa tiene una cosecha anual, lo que dificulta su producción. Novartis no realizó la inversión adicional prometida pese a tener la previsión oficial de la OMS de producir 60 millones de tratamientos para 2005. Al tener Novartis la exclusiva de Coartem, la desidia en su producción ha posibilitado el enfermamiento y la muerte de millones de personas en los últimos años, mientras que métodos de menor eficacia copan el actual negocio del tratamiento de la malaria.
En septiembre de 2006 Novartis seguía sin haber cumplido el compromiso, siendo casi imposible de encontrar en muchos países afectados o disponiendo de un acceso muy limitado. 
En 2009 la empresa anunció que en los países en vías de desarrollo suministraría dicho medicamento a precio de costo, distribuyendo 300 millones de tratamientos durante ese año, según datos de la compañía.

### Vacunas
El 12 de junio de 2009 anunció la creación del primer lote de vacunas contra la gripe A causada por una variante del Influenzavirus A. Igualmente anunció que no hará caso a la petición de la Organización Mundial de la Salud, por lo que no donará vacunas a los países pobres. El director general, Vasella, dijo que "el costo de cada vacuna está entre 10 y 15 dólares en grandes pedidos y algo más si el volumen del pedido es menor".

### Hipotensivos "Lotrel", "Valturnay" antidiabetes "Starlix"
Siguiendo una denuncia en 2011 de un antiguo representante comercial de la empresa, el Departamento de Justicia de Estados Unidos y las autoridades del District of Columbia, Chicago y Nueva York demandaron el 26 de abril de 2013 a la farmacéutica Novartis por pagar sobornos a médicos para que, durante una década, prescribieran medicamentos de la multinacional helvética y no productos rivales.

## Productos
Novartis fabrica numerosos productos, siendo los medicamentos más conocidos:
- Aclasta (osteoporosis)[11]
- Bicarbonato Torres Muñoz
- Cataflam (analgésico)
- Diovan y Co-Diovan (hipertensión arterial)
- Elidel (dermatitis atópica)[12]
- Exelon (alzheimer)
- Exforge (hipertensión)
- Foradil (asma y EPOC)[13]
- Femara (cáncer de mama)
- Galvus y Eucreas (diabetes)
- Glivec (leucemia)
- Leponex (psicosis)
- Lamisil (hongos)
- Lucentis (degeneración macular)
- Onbrize (EPOC)
- Otrivina (descongestivo nasal)
- Prexige (antiinflamatorio no esteroideo) Retirado por daños hepáticos.[14]
- Procto-Glyvenol (hemorroides)
- Rasilez (hipertensión arterial)
- Reliverán (náuseas y vómitos)
- Ritalin (déficit de atención y narcolepsia)
- Sandimmune / Neoral (trasplantes)
- Sebivo (telbivudine): contra la hepatitis B
- Sintrom (anticoagulante)
- Tasigna (leucemia)
- Tegretol (epilepsia)
- Tofranil (depresión mayor, enuresis nocturna y trastorno del pánico)
- Trileptal (epilepsia)
- Voltarén (antirreumático, analgésico)
- Xolair (asma)
- Zelmac (síndrome del intestino irritable)
- Zolben (dolor de cabeza)
- Zometa (cáncer)

## Investigación y desarrollo
Novartis cuenta con múltiples laboratorios de investigación a nivel mundial, concentrados en áreas terapéuticas, tales como:
- Trasplante
- Autoinmunes
- Afecciones inflamatorias
- Enfermedades cardiovasculares
- Diabetes
- Enfermedades gastrointestinales
- Enfermedades muscoesqueléticas
- Neurociencia
- Oncología
- Oftalmología
- Enfermedades respiratorias
- Enfermedades tropicales

## Disputa sobre Glivec y las leyes de patentes de India

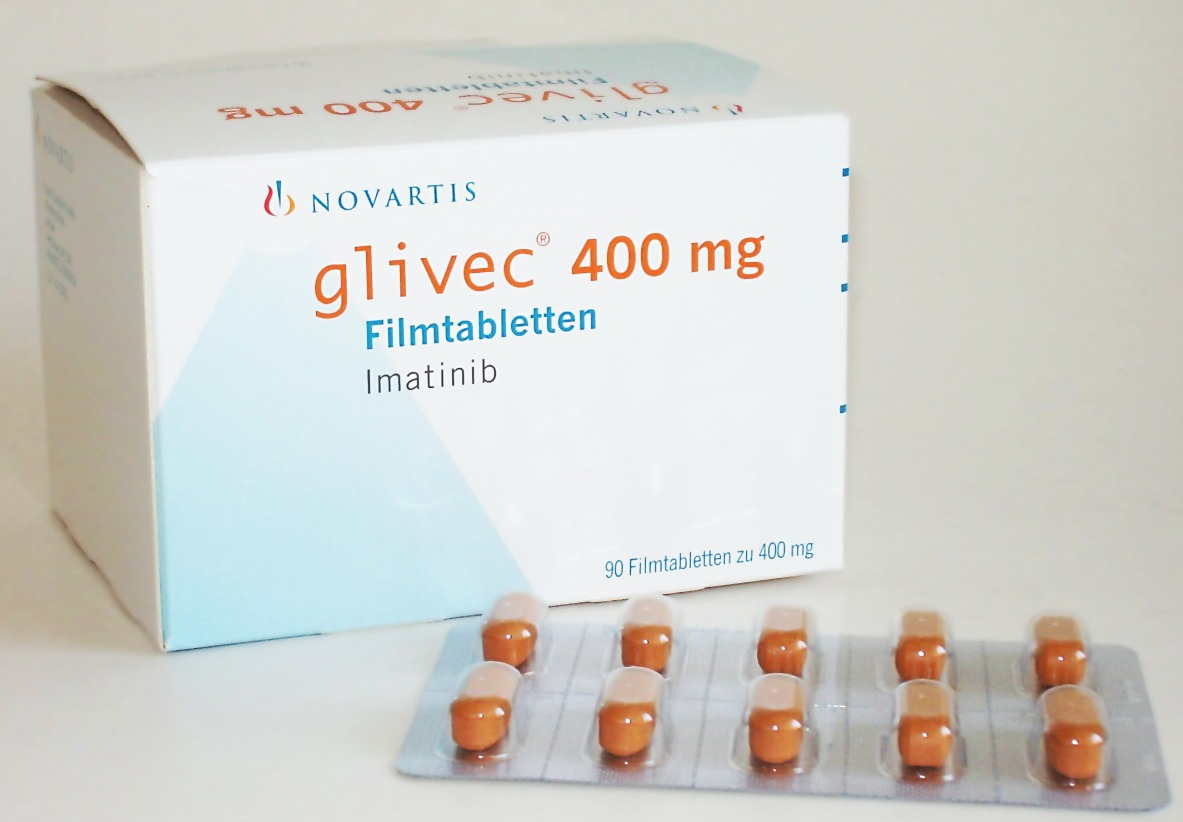
Una caja de 400 mg de tabletas de Gleevec, Alemania.

El coste en junio de 2009 de cada comprimido de Gleevec oscilaba entre 110 y 130 dólares, lo cual corresponde a un costo anual cercano a los 44.000 dólares al año con una dosis diaria de 400 mg; hay que tener en cuenta que muchos pacientes reciben dosis diarias de 600 y 800 mg. Este medicamento es citado a menudo como un ejemplo de innovación de la industria farmacéutica, que justifica el alto costo de los medicamentos.
En 2007, Novartis inició una demanda contra las leyes de patentes de la India. Un triunfo de Novartis podría hacer más difícil para las compañías indias producir medicamentos genéricos, todavía manufacturados bajo patentes en la mayor parte del mundo. Médicos sin fronteras y otras ONG alegan que un cambio en la legislación podría imposibilitar a las compañías indias producir medicamentos antirretrovirales genéricos baratos, haciendo imposible para los países del tercer mundo adquirir estos medicamentos esenciales. El 6 de agosto de 2007, el tribunal supremo de Madras, India, desestimó la demanda judicial emprendida por Novartis, alegando la constitucionalidad de la Sección 3 de la Ley de Patentes India y difirió el caso al foro de la Organización Mundial del Comercio (OMC) para resolver la cuestión.
El 10 de julio de 2012, el Tribunal Supremo de la India dictará sentencia sobre la reclamación que mantiene la empresa Novartis desde 2006 por la patente de Glivec o Gleevec.

## Accionistas
| Novartis AG                           | 9,47% |
| Sandoz (fondation famille)            | 3,52% |
| Novartis (fondation épargne salariés) | 2,59% |
| The Vanguard Group                    | 2,51% |
| Norges Bank Investment Management     | 2,14% |
| Capital Research & Managemen GO       | 1,93% |
| UBS Asset Management Switzerland      | 1,80% |
| Wellington Management                 | 1,70% |
| Capital Research & Management WI      | 1,48% |
| BlackRock Fund Advisors               | 1,24% |

## Posición competitiva

### Marcas
En 2023, la Reseña Anual del sistema de Madrid de la Organización Mundial de la Propiedad Intelectual (OMPI) clasificó a Novartis AG como el quinto lugar mundial en número de solicitudes de marcas realizadas en el marco del Sistema de Madrid, con 110 solicitudes de marcas durante 2023.